# Mixomelia formosensis
Mixomelia formosensis är en fjärilsart som beskrevs av George Francis Hampson. Mixomelia formosensis ingår i släktet Mixomelia och familjen nattflyn. Inga underarter finns listade i Catalogue of Life.